# Torneo de Astaná 2020
El Astana Open 2020 fue un torneo de tenis perteneciente al ATP Tour 2020 en la categoría ATP World Tour 250. El torneo tuvo lugar en la ciudad de Nur-Sultán (Kazajistán) desde el 26 de octubre hasta el 1 de noviembre de 2020 sobre pistas rápidas. Se organizó principalmente debido a la cancelación de varios torneos durante la temporada 2020, producto de la pandemia de COVID-19.

## Distribución de puntos
| Modalidad            | Campeón | Finalista | Semifinales | Cuartos de final | 2ª ronda | 1ª ronda | Clasificados | 2ª ronda de clasificación | 1ª ronda de clasificación |
| Individual masculino | 250     | 165       | 100         | 50               | 25       | 0        | 13           | 7                         | 0                         |
| Dobles masculino     | 250     | 150       | 90          | 45               | 20       | 0        | -            | -                         | -                         |

## Cabezas de serie

### Individuales masculino
| Tenista           | Ranking | Preclasificado |
| Benoît Paire      | 27      | 1              |
| Miomir Kecmanović | 39      | 2              |
| Adrian Mannarino  | 41      | 3              |
| John Millman      | 44      | 4              |
| Tennys Sandgren   | 48      | 5              |
| Aleksandr Búblik  | 49      | 6              |
| Tommy Paul        | 59      | 7              |
| Jordan Thompson   | 60      | 8              |

- Ranking del 19 de octubre de 2020.[2]

### Dobles masculino
| Tenista                       | Ranking | Preclasificados |
| Sander Gillé Joran Vliegen    | 79      | 1               |
| Max Purcell Luke Saville      | 79      | 2               |
| Marcus Daniell Philipp Oswald | 85      | 3               |
| Ben McLachlan Franko Škugor   | 86      | 4               |

## Campeones

### Individual masculino
John Millman venció a  Adrian Mannarino por 7-5, 6-1

### Dobles masculino
Sander Gillé /  Joran Vliegen vencieron a  Max Purcell /  Luke Saville por 7-5, 6-3